# Jamie Arnold
Jamie Arnold (Detroit, Michigan, 10. ožujka 1975.) američki je umirovljeni profesionalni košarkaš. Igra na poziciji niskog krila, a može igrati i krilnog centra. Nastupao je za izraelsku košarkašku reprezentaciju.

## Karijera
Karijeru je započeo na sveučilištu Wichita State. U svojoj posljednjoj sezoni prosječno je postizao 15.1 poena i 9.1 skokova. Odlazi u Europu i potpisuje za Echo Houthalen, gdje je prosječno po susretu postizao 21.1 poena i 11.3 skokova. Dvije sezone proveo je kao član izraelskog Hapoel Galil Elyona, u čijem je dresu postizao 19.7 poena i 9.6 skokova. U sezoni 2000./01. igrao je za francuski ALM Évreux Basket, a prosječno je postizao 20 poena i 11.3 skokova. Sljedeće sezone bio je član ciparskog Keravnos Strovolosa, a sezonu kasnije slovenske Krke Novo mesto. Od 2003. do 2005. igrao je za španjolsku Joventut Badalonu, s kojim je stigao do finala Kupa Kralja. Dvije sezone proveo je kao član izraelskog Maccabija, s kojim je osvoji izraelsko prvenstvo. Sezonu 2007./08. proveo je kao član još jednog izraelskog kluba Hapoel Jeruzalema. S njim je osvojio izraelski kup, a Arnold je proglašen najkorisnijim igračem finala. U ULEB kupu je prosječno postizao 19.1 poena i 6.4 skoka. Sezonu 2008./09. proveo je kao član talijanske Virtus Bologne. 

## Vanjske poveznice
- Profil na NLB.com
- Profil na Euroleague.net
- Profil  Arhivirana inačica izvorne stranice od 22. prosinca 2008. (Wayback Machine) na Lega Basket Serie A
- Profil  Arhivirana inačica izvorne stranice od 15. studenoga 2004. (Wayback Machine) na ACB.com